# Gastón III de Foix-Bearne

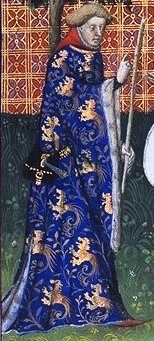
Gastón Febo, en una copia de principios del siglo XV de su Livre de chasse, hecha en París y conservada en la Biblioteca Nacional de Francia.

Gastón III/X de Foix-Bearne, también llamado Gastón Febo (30 de abril de 1331-1 de agosto de 1391), fue el XI conde de Foix y vizconde de Bearne (1343-1391). Oficialmente, era Gastón III de Foix y X de Bearne. 
Era hijo de Gastón II de Foix y de Leonor de Cominges. Además de Foix y Bearne, contaba con otros señoríos, como el de Bigorra, Marsan, Olorón, Brulhes, Gabarret y Lautrec, además de ser señor de Andorra y Donaisan.

## Vida
Nació bien en Orthez, bien en Foix, hijo de Gastón II de Foix el Paladino (1308–1343). Bearne había pasado al condado de Foix en 1290. A la muerte de su padre en Sevilla, en el año 1343, cuando participaba, junto a su hermano Roger Bernardo, en el sitio de Algeciras, Gastón Febo le sucedió, con doce años de edad, en todos sus títulos y su madre, Leonor, tuvo la regencia hasta su mayoría de edad, durante unos cinco años. Su madre recorrió con él todos sus Estados obligando a los señores a rendirle homenaje para asegurar y mantener la herencia de su antecesor. 
Dada la posición geográfica de sus dominios, Gastón se encontró con que era, al mismo tiempo, vasallo del duque de Gascuña y rey de Inglaterra, Eduardo III por el vizcondado de Bearne y vasallo del rey de Francia, Felipe VI de Valois, por el condado de Foix, y dado que los dos soberanos buscaban atraerlo a su órbita, Gastón Febo consiguió mantenerse bastante neutral.
Gastón Febo pasó la vida guerreando. Empezó con su participación en 1345 contra los ingleses; participó en 1347 en la expedición de Calais. El conde Gastón III Febo rindió homenaje al rey por su propio condado, pero a partir de 1347 rechazó prestar homenaje por el Bearne, que él pretendía que fuese un feudo independiente, y que conservaba por la gracia de Dios y de su espada. Su principal sede en la fortaleza de Pau, un lugar que había sido fortificado en el siglo XI, y que más adelante fue convertida en la capital oficial de Bearne en 1464. Cuando estalló la Guerra de los Cien Años consiguió mantener sus feudos fuera de la contienda. 
En el año 1349 se casó con Inés de Navarra, hija de la reina de Navarra, Juana II (hija del rey de Francia, Luis X) y de Felipe de Évreux, conde de Évreux, hijo de Luis de Évreux (hijo a su vez de Felipe III de Francia) y Margarita de Artois (descendiente de Roberto I de Artois, hermano del rey de Francia Luis IX).
Inés fue repudiada poco después de las bodas y regresó a la corte de su hermano, Carlos II de Navarra (1332 – 1387), conde de Évreux y rey de Navarra.
La casa de Bearne-Foix estaba implicada en una larga contienda con la familia de Armañac. Cuando el rey francés Juan II el Bueno tomó partido por los Armañac en su disputa con los Foix-Bearne, Gastón rechazó prestar homenaje por Bearne al rey, el cual lo hizo detener (julio de 1356), siendo liberado tras la derrota francesa en Poitiers (19 de septiembre de 1356). 
Luego, en el año 1356 se marchó a Prusia, donde, durante dos años, combatió junto con los caballeros teutónicos y el Captal de Buch Juan III de Grailly, contra los eslavos «idólatras».
Volvió a Francia en 1358, para combatir la Jacquerie. Envió ayuda a Meaux, donde los campesinos rebelados sitiaban la fortaleza donde se alojaba el Delfín de Francia.
Luego le hizo la guerra al conde de Armañac (antiguo condado comprendido entre la parte occidental del departamento de Gers y la parte oriental del departamento de Landas). En enero de 1360, el conde de Armañac y el yerno de éste, Juan de Poitiers duque de Berry, invadieron Foix. Aunque se ajustó una tregua en julio del mismo año, los combates se reanudaron hasta que Gastón, con ayuda de mercenarios, venció decisivamente en la batalla de Launac (5 de diciembre de 1362). Se apoderó de sus principales rivales, entre ellos, Juan de Berry, quien sólo fue liberado contra el pago de una fuerte suma, en abril de 1365. Gracias a los rescates consiguió una vasta fortuna de 600.000 florines. Este dinero fue almacenado en la torre de Moncade en Orthez, donde Febo creó una galería de retratos y trofeos militares para conmemorar el evento.
El conde de Armañac luego (1372) pretendió, en vano, hacerse con el Bearne.
En 1373, Juan, duque de Berry, fue nombrado lugarteniente general de Languedoc, con la fuerte oposición de Gastón. La mala gestión del duque de Berry acabó con su destitución y el nombramiento para el cargo del propio Gastón III en mayo de 1380. Pero al llegar al trono francés Carlos VI de Francia restituyó en su cargo al duque de Berry (19 de noviembre de 1380), aunque de hecho Gastón conservó sus atribuciones sobre el terreno.

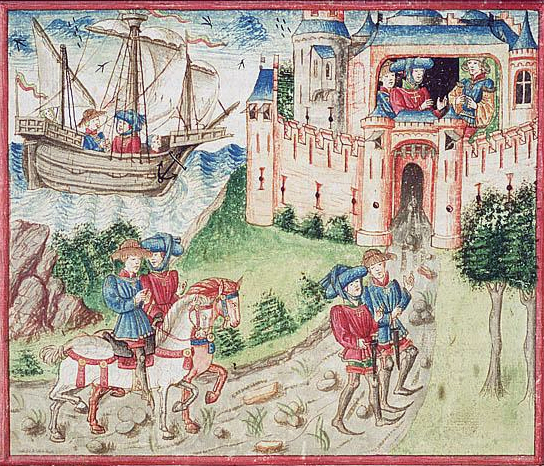
Jean Froissart y Espaing de Lyon de viaje; Gastón Febo recibiéndolos.

En la década de 1380, Jean Froissart visitó el condado de Foix. Describió el esplendor de la corte de Orthez bajo el gobierno de Gastón Febo en la segunda mitad del siglo XIV. Gastón habló en particular de las tres "delicias especiales" de su vida como "las armas, el amor y la caza"; escribió un importante tratado sobre esto último, titulado Livre de chasse.
Gastón Febo murió de una isquemia en el año 1391, cerca de Sauveterre-de-Béarn, durante una cacería. Dejó sus Estados al rey francés Carlos VI, pero su primo Mateo I de Castellbó le sucedió como conde de Foix.

## Le Livre de chasse
Gastón fue uno de los grandes cazadores de su época, y se dedicó a esta actividad durante toda su vida. De hecho, murió mientras se lavaba las manos tras regresar de la caza del oso. Su Livre de chasse (Libro de la caza) fue escrito entre 1387 y 1388. Fue dedicado a Felipe el Atrevido, duque de Borgoña. En el libro aparecen las diferentes etapas de la caza de diversos animales, así como se describe el comportamiento animal, ofreciendo consejos a quienes no eran pudientes para poder disfrutar de este entretenimiento sin arruinarse, e incluso muestra simpatía hacia el campesino cazador furtivo debido a que él también tiene el instinto cazador. Es el tratado clásico sobre la caza medieval, y destaca por un manuscrito que cuenta con exquisitas miniaturas, ilustrando la caza.
Se le atribuye igualmente «El libro de las oraciones» y la letra de la canción tradicional Se canta, considerada actualmente como himno oficioso de Occitania.

## Matrimonio y descendencia
Contrajo matrimonio en 1349 con Inés de Navarra (1334-1396), hija de la reina Juana II de Navarra y de Felipe de Évreux, fallecida en 1396. Con ella tuvo un hijo llamado Gastón, que casó con Beatriz de Armañac (1362-1410), hija de Juan II de Armañac. 

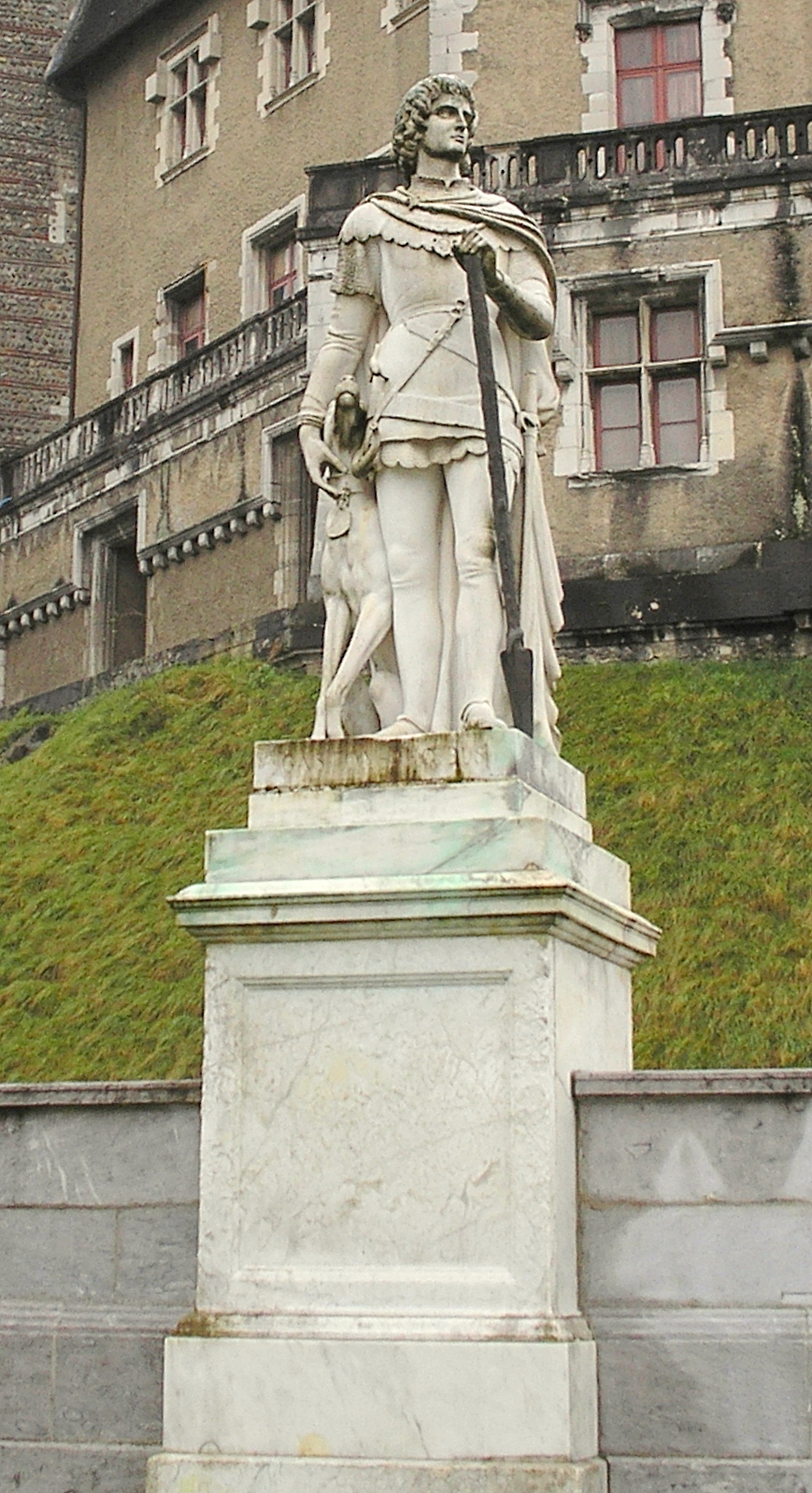
Gastón III en el exterior del castillo de Pau.

Relata Jean Froissart que Gastón, el hijo de Gastón Febo, lo traicionó. Intentó envenenar a su padre usando un polvo que obtuvo del rey Carlos II de Navarra. Gastón fue detenido y encarcelado por su padre. Más tarde, Gastón fue accidentalmente apuñalado y muerto el 4 de enero de 1382 por su padre en mitad de una discusión. Después de la muerte de Gastón, Gastón Febo no tuvo heredero legítimo. 
Con su concubina Caterina de Rabat tuvo cuatro hijos:
- García de Bearne, nombrado vizconde de Ossau, casado con Ana de Lavedan;
- Peranudet de Bearne, muerto probablemente joven;
- Bernardo de Bearne, primer conde de Medinaceli, y
- Juan de Bearne, fallecido sin hijos en 1392.

En 1393, en una mascarada celebrada en París por la reina de Francia, Isabel de Baviera-Ingolstadt, uno de los cuatro hijos ilegítimos que se conocen de Gastón Febo, Juan de Foix, ardió hasta la muerte cuando su disfraz se prendió con una antorcha. Los otros representantes murieron también. Esta mascarada acabó siendo conocida como el Bal des Ardents.